# Frenata integrale
Il sistema di frenata integrale o frenata combinata è un brevetto di Moto Guzzi e Brembo, sviluppato per l'uso nel settore motociclistico dagli anni settanta fino agli anni '90.
Questo sistema di frenatura è stato montato inizialmente sulle Moto Guzzi e sulle Benelli di quegli anni, ed è stato poi utilizzato (con delle varianti) anche da altre case motociclistiche. In questo caso spesso si trattava di sistemi dal funzionamento similare però sviluppati in proprio.
Scopo della Frenata integrale era quello di diminuire gli spazi di frenata dei veicoli a due ruote, ma soprattutto di garantirne la stabilità dinamica durante la frenata in condizioni di assetto critico (in curva).

## Descrizione

### Funzionamento e vantaggi

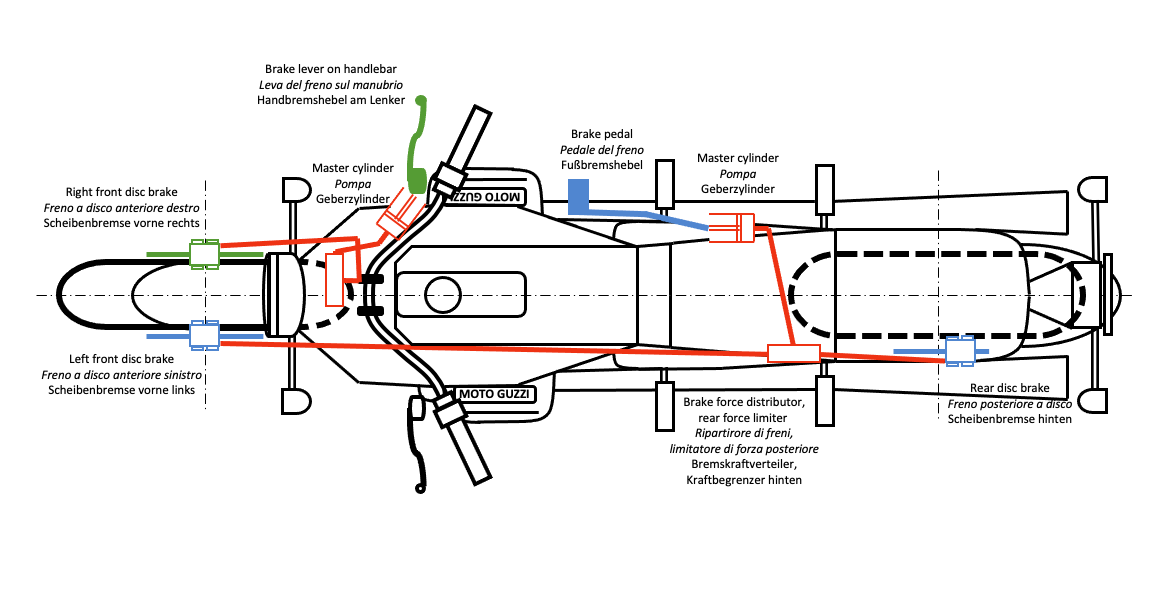
Impianto di frenata integrale della Moto Guzzi 850 T3 del 1975

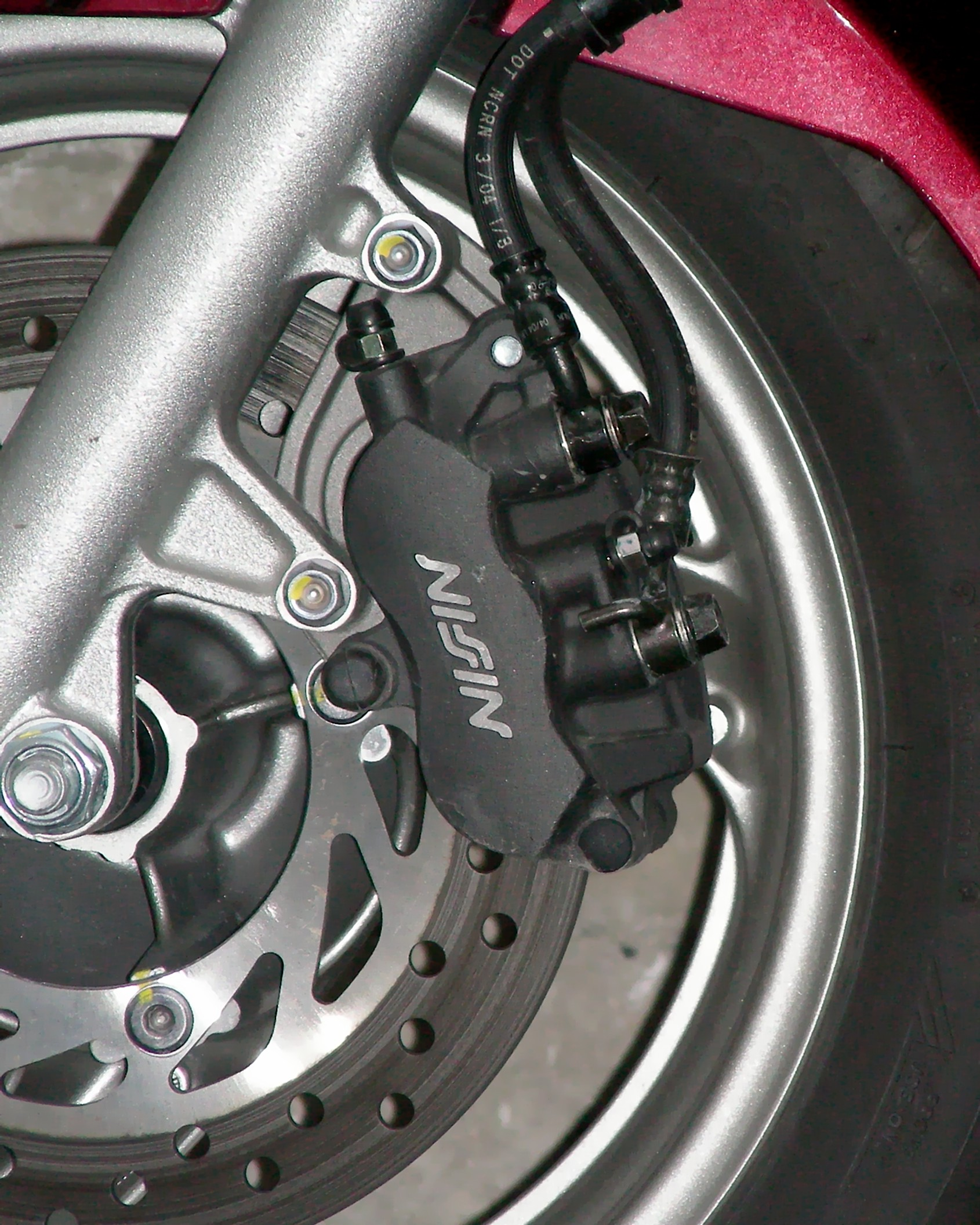
Sistema Honda "Combined Brake System"

Il funzionamento è di principio abbastanza semplice. Anziché demandare l'azione dei freni anteriore e posteriore a due comandi separati (disco freno anteriore alla leva freno, disco freno posteriore al pedale del freno), con le conseguenti difficoltà da parte del pilota di modulare perfettamente l'azione frenante sui due assi nell'infinita varietà di assetti dinamici, il sistema prevedeva l'azionamento del disco posteriore e di uno dei due dischi anteriori con un unico comando (il pedale). La leva posta sul manubrio agiva solo sul secondo disco anteriore.
Il vantaggio era quello di sviluppare forze frenanti bilanciate sui due assi sempre, in caso di frenata molto energica (tipica delle staccate, quindi con moto dritta) il secondo freno anteriore dava la forza frenante supplementare necessaria. Logicamente questo sistema non poteva rimanere così semplice per essere davvero efficace, per cui si è continuamente evoluto aggiungendogli sistemi ripartitori di frenata e correttori di frenata che agevolavano ancor di più il mantenimento delle condizioni di stabilità dinamica del veicolo.

### Svantaggi

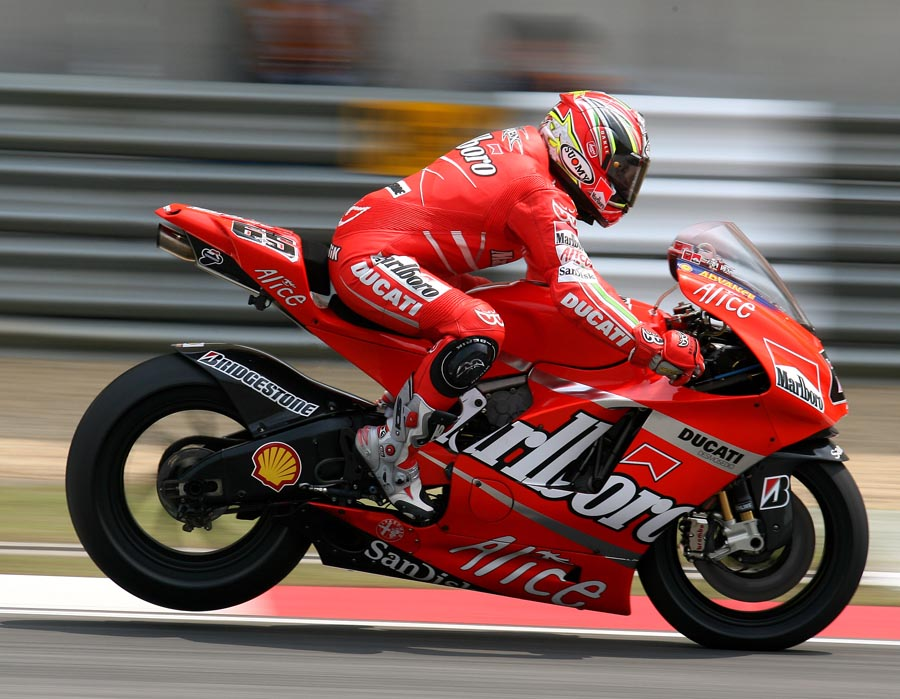
Situazione in cui la frenata integrale risulterebbe dannosa

Questo sistema, però, oltre ad essere molto comodo per i principianti, risulta avere degli svantaggi, come il limitato controllo da parte del motociclista esperto, che in queste condizioni non riesce a dare la giusta dinamica al mezzo correggendo una sola parte del mezzo (davanti o dietro). Pur garantendo frenate migliori ai principianti, limita le staccate violente, dove la moto scarica interamente il peso all'anteriore e dove l'utilizzo del freno posteriore porta solo a far sbandare la moto.
Questo sistema quindi risulta adatto più che altro a moto da viaggio, come scooter, turistiche, chopper o simili, mentre risulta sconsigliato su moto come stradali sportive e moto da cross ed enduro.

### Scomparsa e ricomparsa
A causa di alcune interpretazioni malriuscite di questo sistema (non dell'originale), si è però diffusa tra i motociclisti l'idea di pericolosità del sistema, che quindi è andato pian piano scomparendo.
Inizialmente, la sempre maggior diffusione degli impianti antibloccaggio ABS ha lasciato presagire la definitiva scomparsa della Frenata integrale dal settore motociclistico, ma poi si è sfruttato questo tipo di frenata per far ritornare questo sistema, che è stato riutilizzato da moto BMW, con il nome di "Integral ABS" e poi anche da altre marche, ma soprattutto su scooter.